# Ohta Tomoko
Ohta Tomoko (tên trong tiếng Nhật: 太田 朋子, tiếng Anh: /tumoʊkoʊ ˈoʊtə/, tiếng Việt: /ô-ta tô-mô-cô/) là nhà nữ khoa học Nhật Bản chuyên về lĩnh vực di truyền phân tử và tiến hoá phân tử. Bà nổi tiếng vì những thành tựu nghiên cứu của mình trong lĩnh vực đa hình di truyền, nhất là cống hiến về phát triển thuyết tiến hoá trung tính bằng học thuyết gọi là thuyết tiến hoá phân tử gần trung tính (the nearly neutral theory of molecular evolution)., 
Thuyết tiến hóa phân tử gần trung tính là một mở rộng thuyết tiến hoá trung tính mà Kimura Motoo đề xuất về tiến hóa phân tử., 

## Tiểu sử
- Ohta sinh ngày 7 tháng 9 năm 1933, tại Miyoshi thuộc vùng Aichi, phía Đông Nam Nhật Bản.

Ngay sau chiến tranh thế giới thứ hai kết thúc, Ohta mới 12 tuổi. Cũng như đất nước Nhật Bản vô cùng nghèo khó thời đó, trẻ em phải làm việc và giúp đỡ cha mẹ thay cho học tập. Ngoài ra, các học sinh nữ khó vào các trường đại học và Ohta không phải là một ngoại lệ.
- Ở Nhật Bản vào khoảng những năm 1950 đã xuất hiện sự hợp tác Mỹ - Nhật trong một số lĩnh vực, trong đó có giáo dục, nên học sinh nữ được khuyến khích học cao hơn. Ohta thi vào trường đại học Y nhưng đã trượt. Sau đó, Ohta vào học ở khoa Nông nghiệp của Đại học Tokyo và tốt nghiệp năm 1956, mặc dù bản thân "không thích thú và thực sự không biết phải làm gì sau khi tốt nghiệp" (tự thuật của Ohta).[3]
- Sau khi ra trường, Ohta kiếm sống nhờ làm biên tập viên cho một công ty xuất bản, rồi may mắn được thuê làm nhân viên hợp đồng cho Viện nghiên cứu Sinh học Kihara ở Yokohama.[5] Ở đây, công việc của Ohta có phù hợp với chuyên môn được đào tạo là nghiên cứu tế bào học của lúa mì và củ cải đường, nhưng là lĩnh vực mà Ohta "không hào hứng lắm".[5]
- Tại viện nghiên cứu Sinh học Kihara, giáo sư Hitoshi Kihara tạo điều kiện cho Ohta trở thành một sinh viên du học tại trường Đại học Bắc Carolina (North Carolina State University) ở Hoa Kỳ vào năm 1962. Ở trường đại học này, do thấy các khóa đào tạo sau đại học về di truyền học và sinh học thống kê rất thú vị với mình, nên Ohta chuyển từ lĩnh vực tế bào học thực vật sang di truyền học quần thể. Trong lĩnh vực này, Ken-Ichi Kojima ở khoa Di truyền học đã giúp Ohta nghiên cứu thêm chuyên môn, đồng thời cũng là thày dạy của Ohta.
- Năm 1966, Ohta đạt bằng tiến sĩ của Đại học Bắc Carolina, lúc đó cũng vừa hết hạn thị thực 4 năm (vì là sinh viên học bổng - Fulbright).
- Khoảng cuối năm 1966, Ohta trở về Nhật Bản và muốn làm việc đúng chuyên môn ưa thích của mình tại viện Di truyền học Quốc gia Mishima - lúc đó do Motoo Kimura đứng đầu và cũng là vì ông là nhà di truyền học quần thể lý thuyết duy nhất tại Nhật Bản đương thời. Lúc đầu, vị Viện trưởng này đã nghi ngờ ít nhiều khả năng của người phụ nữ còn khá trẻ, nhưng cuối cùng đã chấp nhận cho Ohta làm nghiên cứu sinh sau tiến sĩ về chuyên ngành của chính mình. Ở đây, Ohta đã làm việc khoảng 30 năm cho đến năm 1996. Bà đã nói rằng: "Tôi đã may mắn được làm việc trong phòng thí nghiệm của Kimura".[3]
- Bà đã kết hôn với Yasuo Ohta từ năm 1960 đến năm 1972 và có một con.[6]

## Sự nghiệp
- Vào thời điểm mà bà bắt đầu khởi nghiệp ở Nhật Bản, thuyết tiến hoá trung tính mà Kimura Motoo đề xuất đã rất nổi tiếng. Tuy nhiên, sau đó Ohta phát hiện rằng: ở cấp độ phân tử thì ngoài đột biến trung tính, còn có loại "đột biến gần trung tính" (nearly neutral mutation), đồng thời đề xuất rằng "chọn lọc tự nhiên không đơn giản phân loại đột biến thành các loại có lợi, có hại và trung tính", nên đề xuất lý thuyết tiến hóa phân tử gần trung tính vào những năm đầu của thập niên 1970.[3][5]
- Năm 1973, bà xuất bản bài báo khoa học lớn đầu tiên của mình về giả thuyết này, trong đó nhấn mạnh tầm quan trọng của mối tương tác giữa trôi dạt di truyền với chọn lọc tự nhiên. Giả thuyết của bà đã gặp phải sự phản đối mạnh mẽ trong những năm 1970 và 1980 ở cả trong nước lẫn nước ngoài. Tuy nhiên, nhiều bằng chứng hỗ trợ giả thuyết ngày càng được tích lũy nhiều vào những năm 1990 trở đi, nên giả thuyết của bà được công nhận như là một học thuyết. Ngoài ra, bà còn là đồng tác giả với Kimura Motoo của nhiều tác phẩm khoa học quan trọng trong lĩnh vực tiến hoá phân tử.

## Vinh danh
Bà Ohta Tomoko đã nhận được nhiều giải thưởng và danh hiệu ghi nhận cống hiến của mình ở Nhật Bản và nước ngoài.
- 1984 - Viện sĩ nước ngoài của viện Hàn lâm Khoa học và Nghệ thuật Hoa Kỳ (American Academy of Arts and Sciences).
- 1985 - Giải thưởng viện Hàn lâm Nhật Bản.
- 2002 - Viện sĩ nước ngoài của Viện Hàn lâm Khoa học Quốc gia Hoa Kỳ (National Academy of Sciences)
- 2002 - Danh nhân văn hoá Nhật Bản.
- 2015 - Giải thưởng Crafoord của viện Hàn lâm Khoa học Hoàng gia Thụy Điển.
- 2016 - Huân chương Văn hoá (Order of Culture) của Nhật Bản.

## Sách đã xuất bản
- ''Theoretical aspects of population genetics'', Motoo Kimura và Tomoko Ohta (1971)
- "Evolution and variation of multigene families'', Tomoko Ohta (1980)
- ''Population genetics and molecular evolution: papers marking the sixtieth birthday of Motoo Kimura'', Tomoko Ohta và Kenichi Aoki (1985)
- ''Tomoko Ohta and the Nearly Neutral Theories: The role of a female geneticist in the neutralist-selectionist controversy'', Tomoko Y. Steen (1996) Ph.D. Dissertation.[7]